# Birds
Birds este o piesă cântată de Anouk. Piesa a reprezentat Olanda în Concursul Muzical Eurovision 2013 în Suedia Aceasta s-a clasat în finală pe locul al șaselea în prima semifinală și pe cel de-al nouălea în finală, cea mai bună performanță a Olandei din ultimii 14 ani și pentru prima dată în nouă ani când Olanda s-a calificat în finala concursului.